# Philippe Feneuil
 (août 2017).
Philippe Feneuil est un homme politique français, né le 26 janvier 1950 à Ville-Dommange (Marne).

## Biographie
Viticulteur de profession, il est suppléant de Catherine Vautrin en 2002. Il devient député le 1er mai 2004 lors de l'entrée de celle-ci au gouvernement. Il est membre de l'UMP. Il est aussi maire de Chamery de 1995 à 2014 et conseiller régional de Champagne-Ardenne de 2004 à 2010.

## Distinctions
- Chevalier de l’Ordre national du Mérite
- Officier du Mérite agricole